# شاه‌مرادلو
شاه‌مرادلو یکی از روستاهای استان آذربایجان شرقی است که در دهستان نقدوز بخش فندقلو شهرستان اهر واقع شده‌است.این روستا ۵۳ نفر جمعیت دارد.